# Heckenstraße 27 (Böckingen)

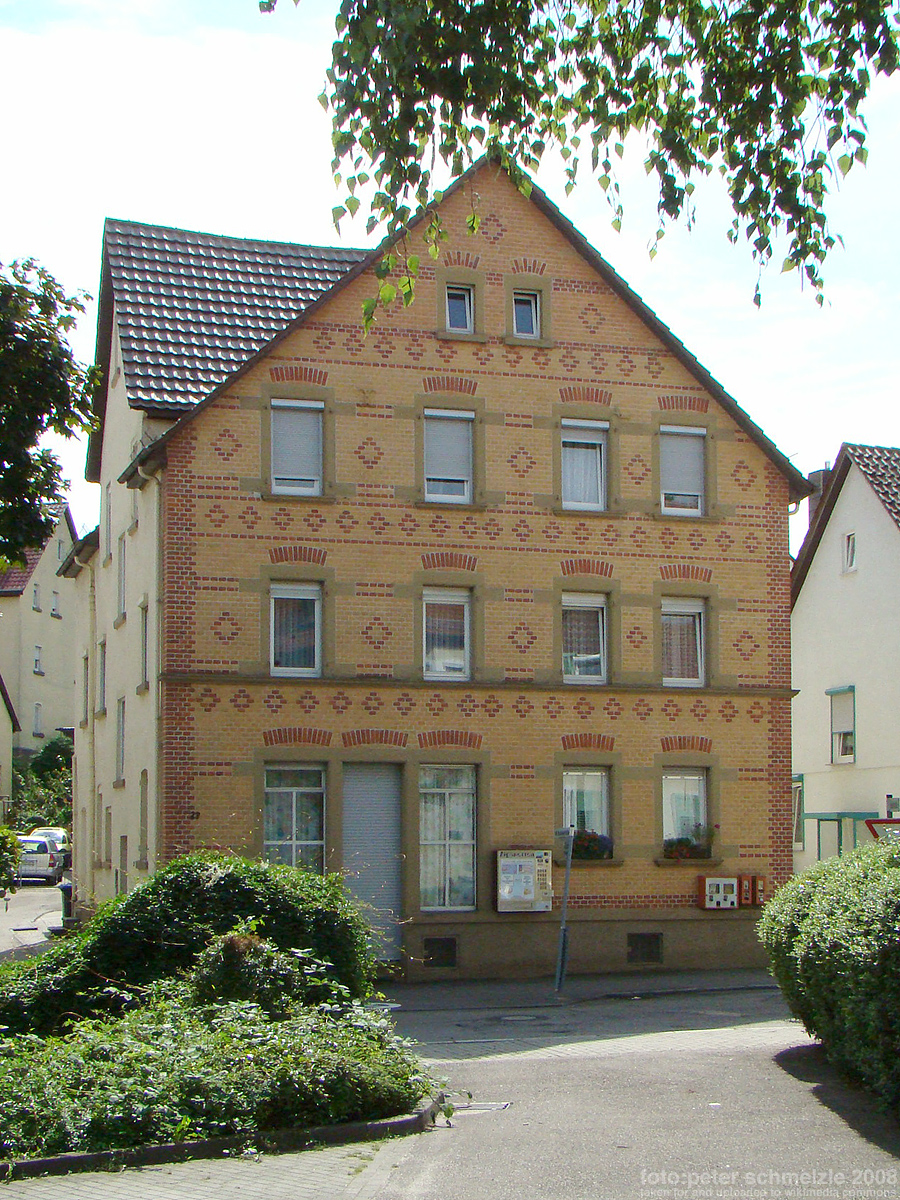
Heckenstraße 27 in Heilbronn-Böckingen

Das Haus Heckenstraße 27 im Heilbronner Stadtteil Böckingen ist ein privater Profanbau, der nach Plänen von Emil Steinacker im Jahre 1902 errichtet worden ist. Das Gebäude steht als Kulturdenkmal unter Denkmalschutz.
Das Wohnhaus mit Bäckerei und Laden ist ein zweistöckiger Bau, wobei die Gestaltung der Fassade mit farbigen Sichtziegeln an die Ziegelei Böckingen erinnert. Das Gebäude beherbergt eine Bäckerei mit einer Einrichtung aus dem Jahre 1925, die im Originalzustand erhalten ist und von dem Unternehmen Werner & Pfleiderer aus Stuttgart geliefert worden ist.